# ガボンの国旗
ガボンの国旗（ガボンのこっき）(Flag of Gabon)はフランスからの独立に伴い、1960年8月9日に採用された。
緑は国の主要な経済を構成する森林を表し、黄色は太陽・赤道を表す。青は船乗りの国家を表す。この国で数十年医療活動を続けたアルベルト・シュヴァイツァーの著書「水と原生林の間で」から着想を得たともいわれている。

## ギャラリー

?フランス時代の旗
?独立直前のフランス統治下のガボンの旗 (1959年 - 1960年)
?大統領旗(1960年 - 1990年)
大統領旗
?現在の国旗（縦横比2:3の別タイプ）